# Hector Javier Velazco
Hector Javier Velazco est un boxeur argentin né le 20 mai 1973 à Buenos Aires.

## Carrière
Passé professionnel en 1996, il devient champion du monde des poids moyens WBO par intérim le 10 mai 2003 en battant aux points Andras Galfi puis champion à part entière après la destitution d'Harry Simon. Velazco perd son titre dès sa première défense en s'inclinant face à Felix Sturm le 13 septembre 2003. Il met un terme à sa carrière en 2010 sur un bilan de 37 victoires, 9 défaites et 1 match nul.

## Référence
1. ↑  (en) Hector Javier Velazco vs. Andras Galfi (boxrec.com)